# Rudolf II. (Basel)
Rudolf II. (auch Ruodolfus und Rudolfus; gest. 917) war ein Bischof von Basel.
Rudolf II. fehlt in der ältesten bekannten Bischofsliste aus der Abtei Münster im Elsass. Überliefert ist er nur auf einem Steinsarkophag mit der Inschrift Ruodolfus episcopus a paganis occisus XIII KL (?) Augusti in der Krypta des Basler Münsters. Es wird angenommen, dass Rudolf am 20. Juli 917 bei der Zerstörung Basels durch die Ungarn ums Leben kam. Demnach hätte sein Episkopat nicht lange gedauert, da noch 915 Bischof Adalbero I. erwähnt wird. Martin Steinmann merkt zudem an, dass es «an Gelegenheit von Heiden umgebracht zu werden, … es damals auch sonst nicht» fehlte.